# Gymnoscelis tristrigosa
Gymnoscelis tristrigosa es una polilla perteneciente a la familia Geometridae. Fue descrita por Arthur Gardiner Butler en 1880. Se encuentra distribuida en Sri Lanka y la República de China hasta Fiyi, Tonga y Nueva Caledonia.

## Descripción
Su envergadura es de unos 22 milímetros (0,9 plg) . Los palpos mucho más cortos en comparación con otras especies del género. Las alas anteriores son largas y estrechas, especialmente en los machos. El cuerpo es ligeramente rojizo, con irritaciones negras (motas). La cabeza, tórax y abdomen cuentan con marcas negras. Las alas anteriores tienen fascia negra difusa desde la base del margen interno hasta la costa en el origen de la línea posmedial, que es indistinta y tiene un ángulo en la vena 4. Luego, la fascia se estrecha y continua por encima de la vena 4 hasta el margen exterior. Las alas posteriores cuentan con una línea posmedial muy angulada en la vena 6. La línea submarginal es curvada y ligeramente ondulada. 
Las larvas se alimentan del follaje joven y las flores de las especies de Heptapleurum, a menudo telarándolas.

## Taxonomía
La especie pertenece a un complejo de especies agrupadas alrededor de Gymnoscelis imparatalis .

## Subespecies
- Gymnoscelis tristrigosa tristrigosa
- Gymnoscelis tristrigosa nasutaProut , 1958
- Gymnoscelis tristrigosa tongaica Prout, 1958